# Huánuco (provins)

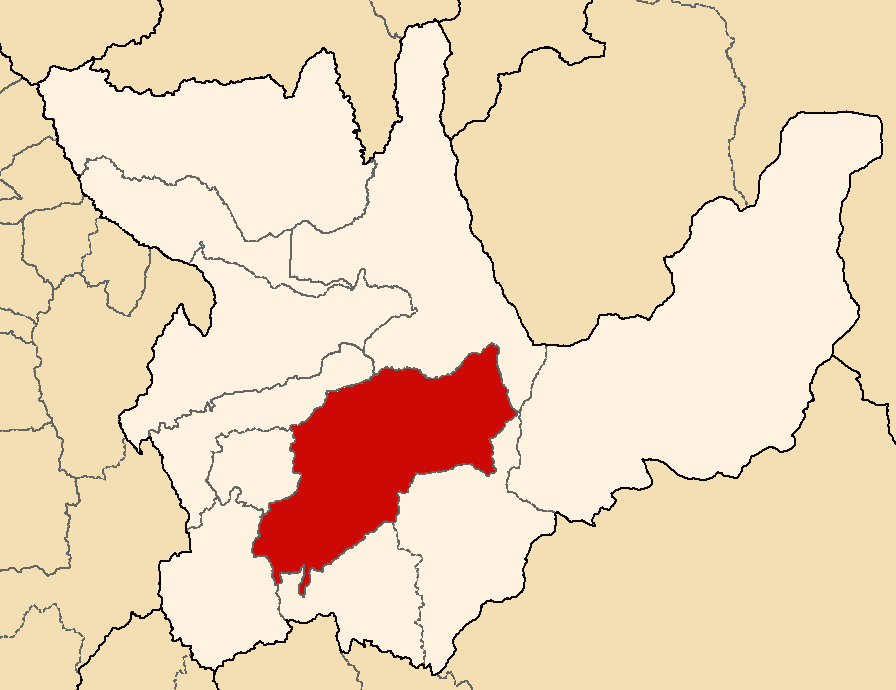
Provinsens läge i departementet Huánuco

Huánuco (provins) är en av elva provinser som bildar departementet Huánuco i Peru. Den gränsar i norr till Leoncio Prado och med Dos de Mayo, i öster med Pachitea, i söder med Ambo och i väster med   Lauricocha och med Yarowilca.

## Administrativ indelning
Provinsen har en utbredning av 4 091 71 kvadratkilometer och är indelad i elva distrikt:
- Huánuco
- Amarilis
- Chinchao
- Churumbamba
- Margos
- Quisqui
- San Francisco de Cayrán
- San Pedro de Chaulán
- Santa María del Valle
- Yarumayo
- Lauricocha

## Befolkning
Provinsen har en befolkning på drygt 290 000 invånare.